# Giostra del Simone
Le Giostra del Simone  est un événement culturel du borgo de Montisi, une frazione de la commune de San Giovanni d'Asso, en Toscane. Il s’agit d’un tournoi d’inspiration médiévale. Il oppose les représentants des quatre quartiers (contrade) de la ville qui sont Castello, Piazza, San Martino et Torre, en costumes du Moyen Âge qui se mesurent dans le jeu d’adresse de la quintaine, consistant à atteindre à l'aide d'une lance une cible fixée sur le bras d’un mannequin (Buratto), (effigie de Simone).
Cette manifestation annuelle a lieu du 25 juillet au 5 août. le tournoi proprement dit a lieu le dimanche le plus proche du 5 août.

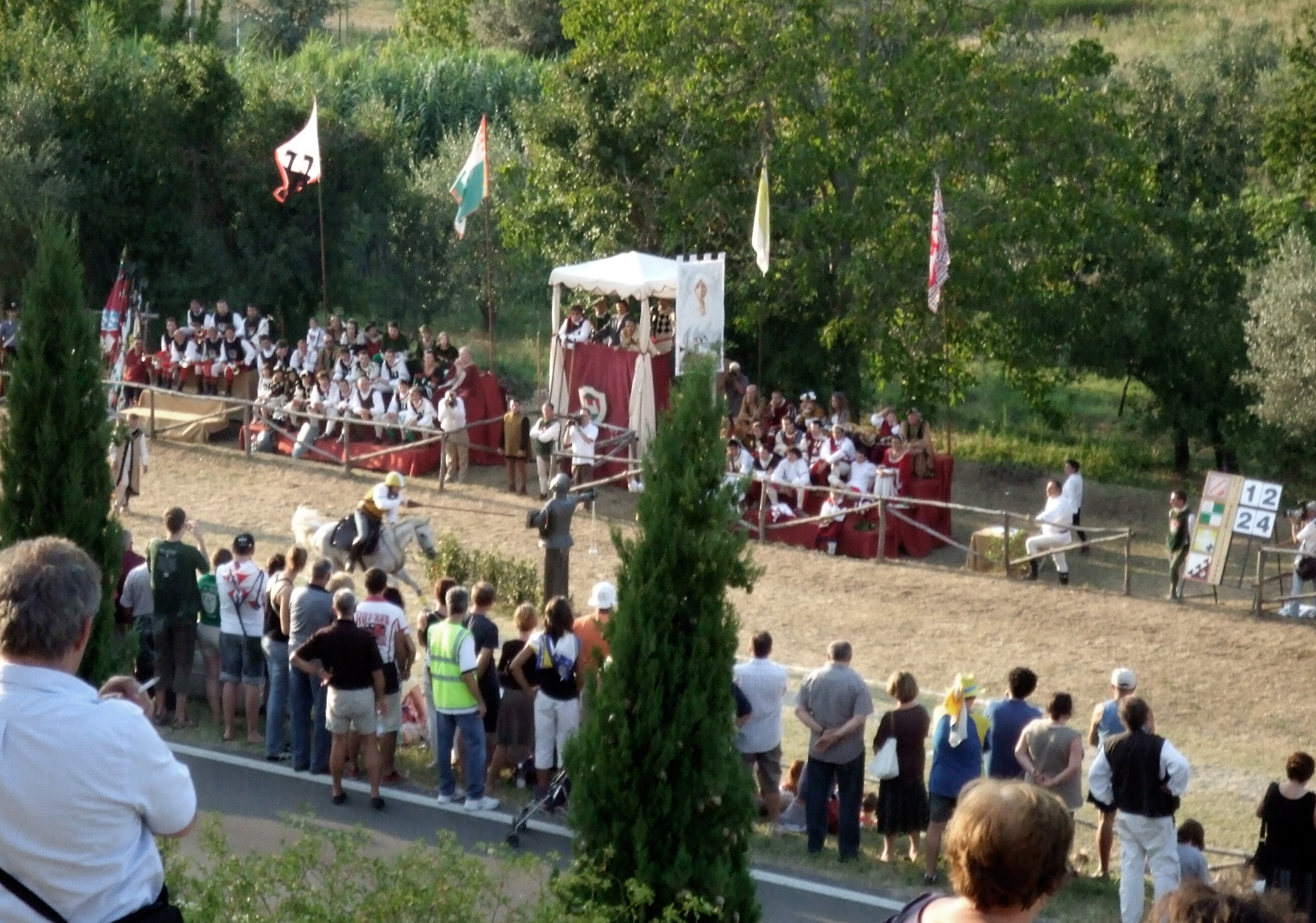
Un des concurrents de la quintaine qui affronte le buratto, la tribune officielle, les drapeaux des contrade, le score en cours

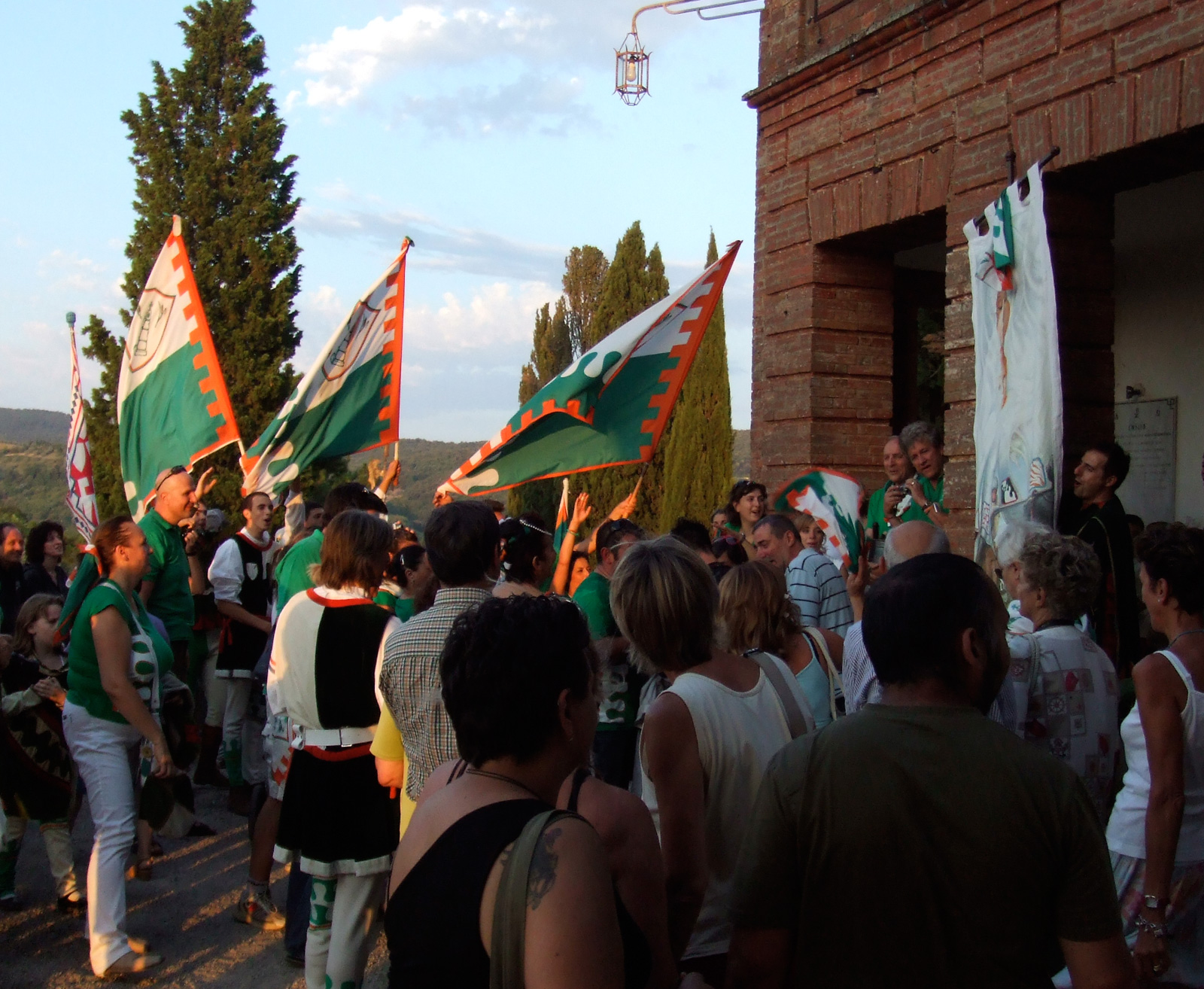
Bénédiction des vainqueurs après le tournoi à la Madonna delle Nevi

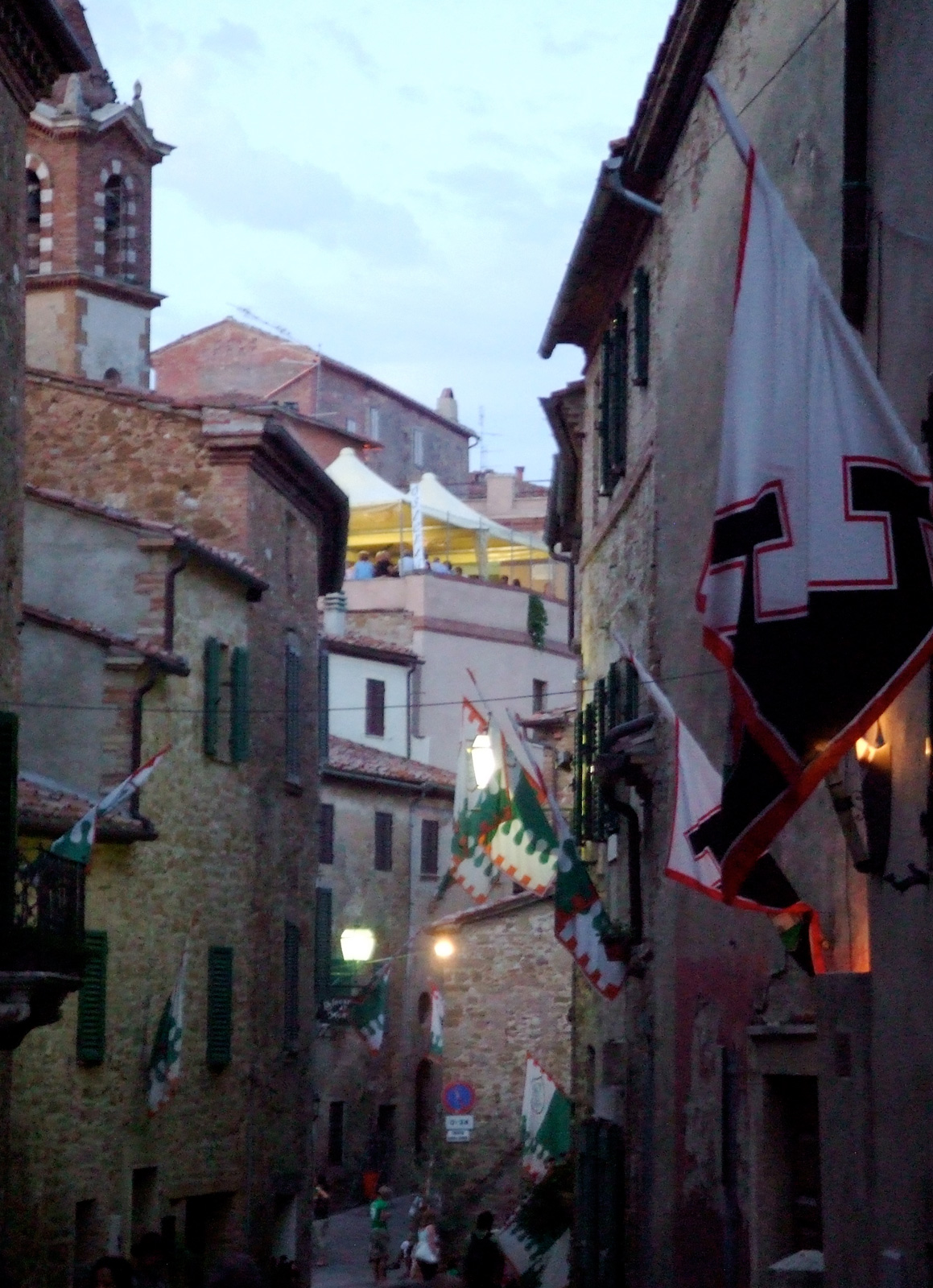
Pavois dans le borgo et la terrasse du repas de l'amicale sportive

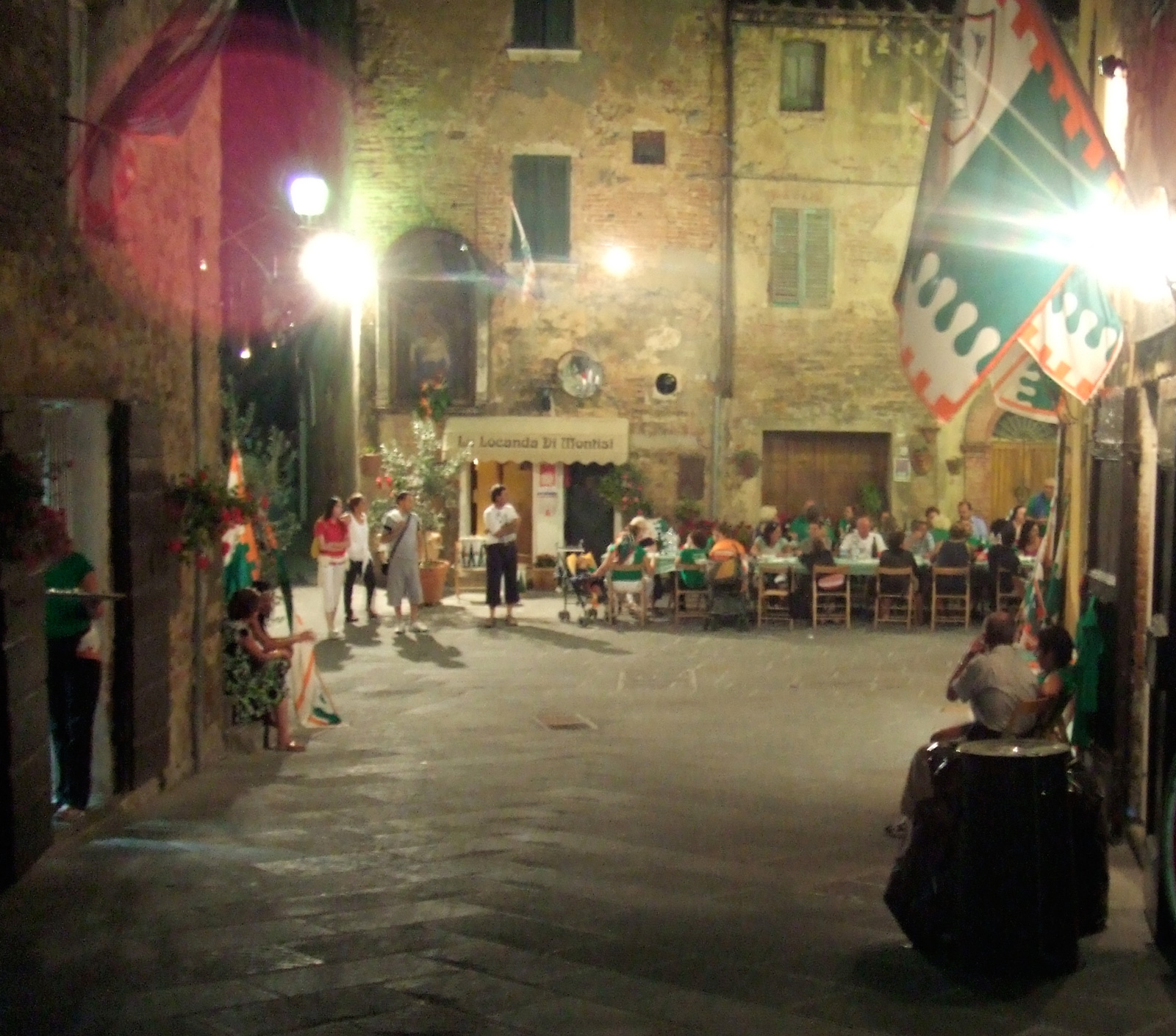
Repas devant le siège de la contrade gagnante (Piazza) en 2009

## Origines
La Giostra del Simone est une évocation historique d'un épisode véridique ayant eu lieu à la fin de XVIIIe siècle quand Simone Cacciaconti seigneur du comté revint au bourg après en avoir été chassé et le mit à feu et à sang. Mais à la suite des vives réactions de la population et ne pouvant garder ses positions, Simone dut s'enfuir à Sienne. À sa mort il légua tous ses biens à l'hôpital de Santa Maria della Scala de Sienne. Afin de rappeler cet évènement le peuple de Montisi instaura cette fête.

## Histoire
Certains documents des années 1700, conservés à la Chiesa della Madonna della Torricella, attestent l'existence de la giostra depuis cette époque.
Celle-ci s'est perpétuée  jusqu'à la Seconde Guerre mondiale et se déroulait à l'intérieur du bourg. À partir de 1972 les habitants la remirent au goût du jour afin d'animer le pays qui se dépeuplait continuellement à cause de l'exode rural.

## Le tournoi

### Lafiaccolata
Le vendredi précédant la Giostra del Simone a lieu la présentation du Panno, sorte de drapeau peint (le vrai sens de palio) par un artiste local et qui constitue le prix attribué au quartier victorieux. Celui-ci est porté lors d'une procession nocturne  aux chandelles et lampions à travers des quatre contrade par des figurants habillés en costume d'époque renaissance jusqu'à l'église de la Madonna delle Nevi, patronne du bourg, où le curé paroissial le bénit et le remet au comité chargé de l'organisation.

### Répétition générale
Le samedi après-midi, toujours à l'église Madonna delle Nevi, les chevaux sont bénis et les cavaliers des quatre quartiers du tournoi du dimanche, se défient lors d'épreuves générales qui déterminent l'ordre de passage du lendemain. Le cavalier ayant obtenu le plus de points aura le droit de partir le dernier. 

### Cene propiziatorie(Le soir des dîners)
Après les épreuves tous les participants se retrouvent dans leurs quartiers et participent aux repas à base de produits du terroir et vins régionaux dont un sur la terrasse la plus haute du bourg (organisé par l'association sportive locale).

### Cortège historique
Le dimanche la fête atteint son apogée. Le défilé historique débute et se déroule dans les rues du bourg.
Le cortège historique qui précède la Giostra di Simone, composé d'environ 70 figurants en costumes d’époque renaissance est particulièrement folklorique. Les figurants des  quartiers de la ville, précédés par le conseil municipal, sont habillés en habits médiévaux : cavaliers, soldats (avec des armures en fer et portant des armes), dames,  joueurs de chiarine et de tambourins, manieurs d’étendards.
À partir de la Croce, le défilé traverse la contrada San Martino, monte au  Castello, traverse ensuite la  Piazza, arrive à la Torre et entre dans  une grange fortifiée, la  Grancia, domaine de l'Ospedale della Scala de Sienne protecteur de la ville. À ce moment les cavaliers participant à la giostra avec leurs chevaux se joignent au cortège et se dirigent vers le Campo di gara (Champ du tournoi) 

### Sbandierata(maniement d'étendards)
Arrivés au campo della Giostra les comparses prennent place sur le Palco delle comparse (tribune officielle) et là commence une première confrontation qui met en concurrence les  sbandieratori (manieurs d'étendards). À tour de rôle les deux manieurs et le tambourin représentant chaque quartier s'exhibent dans l'ordre de passage de la giostra avec toute une panoplie scénographie à base de lancers, passages, roulages et autres fantaisies. Au terme des  quatre exhibitions, une jury définit le classement et la contrada gagnante remporte le prix constitué par une plaque. 
- San Martino : (partie est), couleurs : rouge, blanc et bleu.
- Castello : (partie principale et dominante), couleurs : jaune, blanc et bleu.
- Piazza : (entre San Martino (est), Castello (nord-est) et Torre (ouest), couleurs : vert, blanc et orangé.
- Torre : (depuis l'église Sante Flora et Lucilla,  jusqu'au Santuario della Madonna delle Nevi), couleurs : noir, blanc et rouge.

### Le tournoi
Au terme de la sbandierata le tournoi proprement dit débute.
Le buratto, symbole du très redouté Simone Cacciaconti avec sur le bras gauche la cible et sur l'épaule la campanella, voit ensuite chacun des  cavaliers l'affronter successivement. 
Le tournoi se déroule en quatre chevauchées (carriere)  au galop. 
Une chevauchée d'essai est consentie à chaque quartier. Ensuite se déroulent les quatre suivantes, valides pour l'attribution du panno.
Les cavaliers, armés d'une lance se lancent au galop sur la piste en essayant de toucher au terme de la chevauchée le buratto (effigie  de Simone) portant sur son bras droit une cible et sur l'épaule un anneau appelé campanella et sur le gauche le flagello sorte d'écusson muni de deux boules.
Au moment de l'impact le buratto commence à tourner sur lui-même et touche le dos du cavalier par l'intermédiaire d'un écusson muni de deux boules en plâtre (si celui-ci est trop lent). De fait la chevauchée est annulée.
La cible comporte des cercles concentriques à partir de celui du centre (10 points) qui a la taille de la pointe de la lance, jusqu'au dernier cercle en bordure (0 point). Si le coup n'est pas net et que la trace touche plusieurs cercles, c'est finalement le jury qui détermine le point d'impact et par là même le nombre de points à attribuer.
La Campanella n'est rien d'autre qu'un petit anneau en fer que les chevaliers essayent de prélever à l'aide de la lance. L'anneau à un diamètre supérieur d'environ 4 cm par rapport au diamètre de la lance et est donc  très difficile à prendre. Sa prise compte 10 points.
Dans le cas où le cavalier réussit à prendre la campanella, le jury de champ est seul juge à déterminer si la prise est bonne ou non sur la base de divers critères comme la vitesse du cheval, le type de galop, etc.
Au terme des quatre chevauchées (carriere) le Panno, l'étendard peint, est attribué à la contrada dont le cavalier a obtenu le plus grand nombre de points.  
Si au terme de la giostra, plusieurs quartiers se trouvent avec le même nombre de points, une série supplémentaire est courue afin de les départager

### Remise du prix
Le cavalier qui remporte le tournoi s'adjuge le Panno, qui est enlevé, lors de l'invasion du camp, par les habitants du quartier victorieux, lesquels festoient le soir et les jours suivants en défilant dans le bourg à grand renfort du son de tambourins.

### Et encore
À partir de ce tournoi, d’autres manifestations collatérales et caractéristiques  de la ville se sont progressivement développées : des scènes de réjouissances organisées, le premier samedi suivant la giostra,  par le quartier victorieux, le deuxième samedi, par  le quartier arrivé deuxième et ainsi de suite. 

### Nombre de victoires par contrada (2009)
- Piazza : 15
- Torre : 10
- Castello : 8
- San Martino : 6